# ジョン・ハム (俳優)
ジョン・ハム（Jon Hamm, 1971年3月10日 - ）は、アメリカ合衆国出身の俳優。

## 経歴
ミズーリ州セントルイス出身。2歳の時に両親が離婚し、母親と共に暮らす。しかし母親が大腸癌と診断されたため、10歳の時に父親の元に移る。私立高校在学中はサッカーや野球、水泳などに熱中していた。また、その後女優となったサラ・クラークと交際していた。在学中に学生劇に出演し、その経験を楽しんだがその時点では俳優になるつもりはなかったテキサス大学で学んだが、20歳の時に父親が亡くなったため、地元に戻ってミズーリ大学で学ぶ。1993年に卒業し、母校に戻って教師となる。
1995年に俳優になるべく150ドルを持ってロサンゼルスに移る。
2007年よりスタートしたAMC製作のテレビドラマシリーズ『マッドメン』がヒットし、2008年のゴールデングローブ賞で男優賞（ドラマシリーズ部門）を受賞した。また、エミー賞にも本作で7度ノミネートされていたが、最終シーズンの年に8度目にして、悲願の初受賞を果たした。

### 私生活
1990年テキサス大学在学中、所属していたSigma Nu友愛会で入会希望者に対する暴力的いじめ行為でハムを含む7人が逮捕された。証言によればハムは被害者のジーンズに火をつけ、顔を無理やり地面に押し付け、腎臓部分をオールで殴った。この事件でハムは「保護観察処分（deferred adjudication）」となった。事件後、同友愛会は解散されている。
1997年より女優で脚本家のジェニファー・ウエストフェルトと交際していたが、2015年9月に破局を発表した。

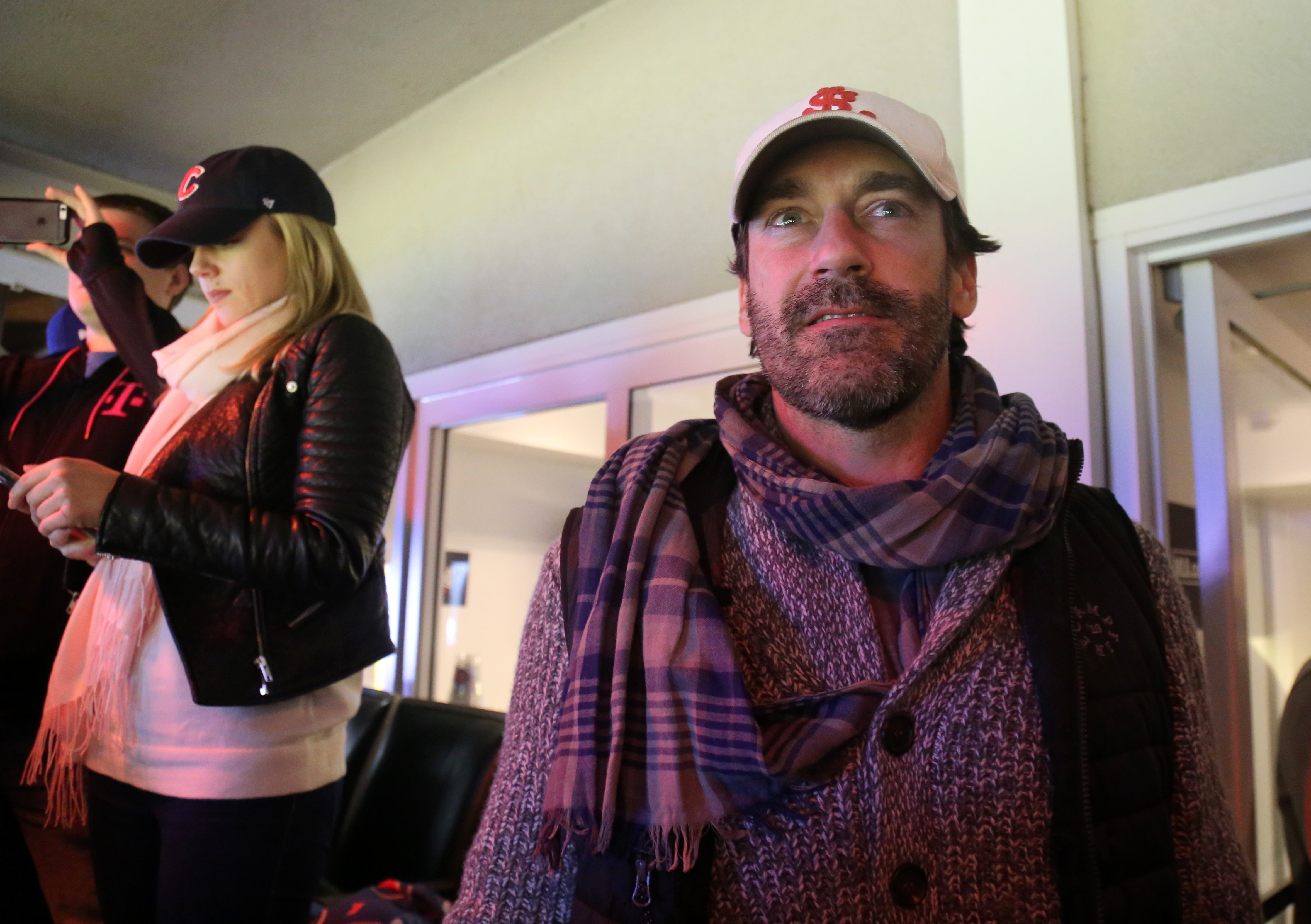
2016年のワールドシリーズ第5戦をリグレー・フィールドで観戦するハム。このシリーズにはカージナルスが出場していないどころか、そのライバルであるシカゴ・カブスが出場している。にもかかわらず、彼はカブスの本拠地球場でカージナルスの帽子をかぶっている。この帽子は試合後、カブスファンのビル・マーレイによってビルから投げ捨てられてしまったが、ハムは自らの手で回収したという

野球のセントルイス・カージナルスのファンである。自身が10代だった1980年代には、カージナルスが出場した3度のワールドシリーズ（1982年・1985年・1987年）全てを球場で観戦している。また、2011年のシリーズでカージナルスが優勝した際には、その模様を収めた公式記録DVDでナレーターを務めた。ESPNのジム・ケイプルからの「もし過去に戻れるなら観たい試合は」という質問に対しては、1968年のワールドシリーズでボブ・ギブソンが17奪三振の完封勝利を挙げた第1戦と回答している。元野球選手で映画プロデューサーのマーク・シアーディによれば、こうした野球好きの側面からハムの『ミリオンダラー・アーム』主演は、プロデューサー陣が正式に配役権を手にする前から内定状態だったという。
『MAD MEN マッドメン』最終話で共演した女優アンナ・オセオラとの婚約を2023年2月に発表した。

## 出演作品

### 映画
| 年   | 題名                                                                                                | 役名                                       | 備考                                        | 吹き替え           |
| ---- | --------------------------------------------------------------------------------------------------- | ------------------------------------------ | ------------------------------------------- | ------------------ |
| 2000 | スペース カウボーイ Space Cowboys                                                                   | 若いパイロット2                            |                                             |                    |
| 2001 | Kissingジェシカ Kissing Jessica Stein                                                               | チャールズ                                 | 鈴木琢磨                                    |                    |
| 2002 | ワンス・アンド・フォーエバー We Were Soldiers                                                       | マット・ディロン                           | 伊藤栄次（ソフト版）                        |                    |
| 2007 | 幸せになるための10のバイブル The Ten                                                                | クリス                                     | 日本劇場未公開                              |                    |
| 2008 | 地球が静止する日 The Day the Earth Stood Still                                                      | マイケル・グレイニア博士                   |                                             | 井上倫宏           |
| 2009 | シングルマン A Single Man                                                                           | 電話をかけてくるジムの従兄弟               | 声の出演（クレジットなし）                  |                    |
| 2009 | ミッシング 〜50年前の記憶〜 Stolen Lives                                                            | トム・アドキンス Sr                        | 日本劇場未公開                              |                    |
| 2010 | HOWL/吠える Howl                                                                                    | Jake Ehrlich                               |                                             |                    |
| 2010 | 特攻野郎Aチーム THE MOVIE The A-Team                                                                | 別のリンチ                                 | クレジットなし                              |                    |
| 2010 | シュレック フォーエバー Shrek Forever After                                                         | ブローガン                                 | 声の出演                                    | 玄田哲章           |
| 2010 | ザ・タウン The Town                                                                                 | アダム・フローリー捜査官                   |                                             | 藤真秀             |
| 2011 | エンジェル ウォーズ Sucker Punch                                                                    | ハイローラー / ドクター                    | 吉開清人                                    |                    |
| 2011 | ブライズメイズ 史上最悪のウェディングプラン Bridesmaids                                             | テッド                                     | クレジットなし                              | 藤真秀             |
| 2013 | コングレス未来学会議 The Congress                                                                   | ディラン・トゥルーリナー                   | 声の出演                                    | （吹き替え版なし） |
| 2014 | ミリオンダラー・アーム Million Dollar Arm                                                           | JB・バーンスタイン                         |                                             | 東地宏樹           |
| 2015 | ミニオンズ Minions                                                                                  | ハーブ・オーバーキル                       | 声の出演                                    | 宮野真守           |
| 2016 | Mr.&Mrs. スパイ Keeping Up with the Joneses                                                         | ティム・ジョーンズ                         | 日本劇場未公開                              | 堀内賢雄           |
| 2017 | ベイビー・ドライバー Baby Driver                                                                    | バディ                                     | [ 19 ]                                      | 東地宏樹           |
| 2018 | ベイルート Beirut                                                                                   | メイソン・スカイルズ                       | [ 20 ]                                      | 山寺宏一           |
| 2018 | TAG タグ Tag                                                                                        | ボブ・キャラハン                           | [ 21 ]                                      | （吹き替え版なし） |
| 2018 | ホテル・エルロワイヤル Bad Times at the El Royale                                                   | ララミー                                   |                                             | 山寺宏一           |
| 2019 | ザ・レポート The Report                                                                             | デニス・マクドノー                         |                                             | 相沢まさき         |
| 2019 | ルーシー・イン・ザ・スカイ Lucy in the Sky                                                          | マーク・グッドウィン                       |                                             | 東地宏樹           |
| 2019 | ビトウィーン・トゥ・ファーンズ: ザ・ムービー Between Two Ferns: The Movie                           | 本人                                       | カメオ出演                                  | 山寺宏一           |
| 2019 | The Jesus Rolls                                                                                     | Paul Dominique                             |                                             | N/A                |
| 2019 | リチャード・ジュエル Richard Jewell                                                                 | トム・ショウ                               | 山野井仁                                    |                    |
| 2020 | アンブレイカブル・キミー・シュミット: キミーVS教祖 Unbreakable Kimmy Schmidt: Kimmy vs the Reverend | リチャード・ウェイン・ギャリー・ウェイン師 | Netflixオリジナル作品、インタラクティブ映画 | 菊池通武           |
| 2020 | Wild Mountain Thyme                                                                                 | アダム・ケリー                             |                                             | N/A                |
| 2021 | クライム・ゲーム No Sudden Move                                                                     | ジョー・フィニー刑事                       | 日本劇場未公開                              | 大泊貴揮           |
| 2022 | トップガン マーヴェリック Top Gun: Maverick                                                         | ボー・“サイクロン”・シンプソン中将         | [ 22 ]                                      | 加瀬康之           |
| 2022 | Corner Office                                                                                       | オーソン                                   |                                             | N/A                |
| 2022 | フレッチ/死体のいる迷路 Confess, Fletch                                                             | アーウィン・“フレッチ”・フレッチャー       | 兼製作 日本劇場未公開                       | 東地宏樹           |
| 2023 | Maggie Moore(s)                                                                                     | Chief Jordan Sanders                       |                                             | N/A                |
| 2024 | ミーン・ガールズ Mean Girls                                                                         | コーチ・カー                               |                                             | 田所陽向           |
| 2024 | アンフロステッド: ポップタルトをめぐる物語 Unfrosted                                                | 広告マン2                                  | Netflixオリジナル映画                       | TBA                |
| 2024 | トランスフォーマー/ONE Transformers One                                                             | センチネルプライム                         | 声の出演                                    | 諏訪部順一         |

### テレビシリーズ
| 年         | 題名                                                                                           | 役名                                       | 備考 | 吹き替え           |
| ---------- | ---------------------------------------------------------------------------------------------- | ------------------------------------------ | --- | ------------------ |
| 2000-2001  | プロビデンス Providence                                                                        | バート・リドリー / ゾロ                    | 18エピソードに出演 |                    |
| 2002       | ギルモア・ガールズ Gilmore Girls                                                               | ペイトン・サンダース                       | 第3シーズン第5話「オークションの掘り出し物」 |                    |
| 2002-2004  | The Division                                                                                   | ネイト・バッソ                             | 16エピソードに出演 | N/A                |
| 2005       | チャームド〜魔女3姉妹〜 Charmed                                                                | ジャック・ブロディ                         | 第7シーズン第11話「死の真相」 |                    |
| 2005       | CSI:マイアミ CSI: Miami                                                                        | ブレント・ケスラー                         | 第4シーズン第5話「ペントハウススィートの情事」 第4シーズン第11話「消せない感触」 |                    |
| 2006       | NUMBERS 天才数学者の事件ファイル Numb3rs                                                       | リチャード・クラスト                       | 第3シーズン第8話「薬物使用の方程式」 |                    |
| 2006-2007  | 恋するブライアン What About Brian                                                              | リチャード                                 | 6エピソードに出演 |                    |
| 2006-2007  | ザ・ユニット 米軍極秘部隊 The Unit                                                             | ウィルソン・ジェームズ                     | 5エピソードに出演 |                    |
| 2007-2015  | マッドメン Mad Men                                                                             | ドン・ドレイパー                           | 92エピソードに出演 エミー賞主演男優賞（ドラマシリーズ部門）受賞(2015年) ゴールデングローブ賞男優賞（ドラマシリーズ部門）受賞(2007,2015年) テレビ批評家協会賞（TCA賞）テレビドラマ主演男優賞受賞(2015年) | 山寺宏一           |
| 2008, 2010 | サタデー・ナイト・ライブ Saturday Night Live                                                   | 本人（ホスト）                             | 3エピソードに出演 | N/A                |
| 2009-2012  | 30 ROCK/サーティー・ロック 30 Rock                                                             | ドリュー                                   | 7エピソードに出演 | （吹き替え版なし） |
| 2010       | ザ・シンプソンズ The Simpsons                                                                  | FBI Investigator                           | 声の出演 第22シーズン第9話「ホーマーの潜入捜査 | （吹き替え版なし） |
| 2012-2013  | ヤング・ドクター A Young Doctor's Notebook                                                     | シニア・ドクター                           | 8エピソードに出演 | 山寺宏一           |
| 2014       | ブラック・ミラー Black Mirror                                                                  | マット・トレント                           | 「ホワイト・クリスマス」 | 山路和弘           |
| 2015       | ウェット・ホット・アメリカン・サマー: キャンプ1日目 Wet Hot American Summer: First Day of Camp | ファルコン                                 | 4エピソードに出演 | 玉木雅士           |
| 2015-2019  | アンブレイカブル・キミー・シュミット Unbreakable Kimmy Schmidt                                 | リチャード・ウェイン・ギャリー・ウェイン師 | 14エピソードに出演 | 佐野康之           |
| 2017-2019  | レギオン Legion                                                                                | ナレーター                                 | 7エピソードに出演 |                    |
| 2019-2023  | グッド・オーメンズ Good Omens                                                                  | ガブリエル                                 | 10エピソードに出演 | 山寺宏一           |
| 2021       | Marvel's M.O.D.O.K.                                                                            | アイアンマン                               | 声の出演 4エピソードに出演 | 川原慶久           |
| 2023       | ザ・モーニングショー The Morning Show                                                          | ポール・マークス                           | 10エピソードに出演 | 山野井仁           |
| 2023-2024  | FARGO/ファーゴ Fargo                                                                           | ロイ・ティルマン                           | 10エピソードに出演 | 相沢まさき         |
| 2024       | ランドマン Landman                                                                             | モンティ・ミラー                           | Paramount+オリジナルドラマ | 藤真秀             |
| 2025       | フレンズ&ネイバーズ Your Friends and Neighbors                                                 | コープ                                     | Apple TV+オリジナルドラマ 兼製作総指揮 | 東地宏樹           |

## 日本語吹き替え
主に担当しているのは、以下の二人である。
山寺宏一
『MAD MEN マッドメン』で初担当して以降、最も多く吹き替えている。
東地宏樹
『ミリオンダラー・アーム』で初担当。山寺の次に多く吹き替えている。
このほかにも、藤真秀、相沢まさき、山野井仁なども複数回、声を当てている。

## 参照
1. 1 2  Pennington, Gail (2001-02-18). “"Providence" Made St. Louisan A Star, And He's Taking It From There”. St. Louis Post-Dispatch:  F5.
2. 1 2  Illey, Chrissy (2008年4月27日). “The interview: Jon Hamm”. The Guardian (UK) 2009年1月26日閲覧。
3. 1 2 3  Armstrong, Stephen (2008年11月30日). “Mad about Mad Men's Jon Hamm”. The Times (UK) 2009年2月9日閲覧。
4. ↑  Stein, Joel. “Hard Sell”. Men's Health.  オリジナルの2011年6月30日時点におけるアーカイブ。 2010年9月13日閲覧。
5. ↑  West, Kevin (2010年8月). “Jon Hamm and Rebecca Hall: Talk of The Town”. W.  オリジナルの2010年7月16日時点におけるアーカイブ。 2010年7月12日閲覧。
6. 1 2  Martin, Brett. “Breakout: Jon Hamm”. GQ:  p. 4.  オリジナルの2010年1月25日時点におけるアーカイブ。 2009年2月12日閲覧。
7. ↑  Bland, Pete (2008-07-27). “Mad man — Jon Hamm's rise to becoming the slickest, suavest man on television has deep, dedicated roots in Columbia”. Columbia Daily Tribune.
8. ↑  Voss, Brandon (2008年9月9日). “Big Gay Following: Jon Hamm”. The Advocate:  p. 1 2009年2月12日閲覧。
9. ↑  Sachs, Adam (2010年10月). “Jon Hamm: The Last Alpha Male”. Details 2010年9月13日閲覧。
10. ↑  “高校教師から俳優に転身　ジョン・ハム”. YOMIURI ONLINE 2012年11月2日閲覧。 {{cite news}}: 不明な引数|sdate=は無視されます。 (説明)⚠
11. 1 2  “Report: Jon Hamm, star of ‘Mad Men,’ was arrested in college for brutally hazing another student” (英語). Washington Post. ISSN 0190-8286 2023年3月1日閲覧。
12. 1 2  “'Mad Men' star Hamm was accused in violent fraternity hazing” (英語). AP NEWS. 2023年3月1日閲覧。
13. ↑  “Jon Hamm, Jennifer Westfeldt Break Up After 18 Years” (英語). Peoplemag. 2023年3月1日閲覧。
14. ↑  Phil Thompson, "Jon Hamm: Story that Bill Murray tossed Cardinals hat is true," Chicago Tribune, January 25, 2017. 2017年2月26日閲覧。
15. 1 2  Tyler Kepner, "A Performer Whose Love of Baseball Is No Act," The New York Times, May 9, 2014. 2017年2月26日閲覧。
16. ↑  "Official 2011 World Series Film available Tuesday, November 22," MLB.com, November 15, 2011. 2017年2月26日閲覧。
17. ↑  Jim Caple, "Game of Your Choice: Pick one!," ESPN.com, September 5, 2012. 2017年2月26日閲覧。
18. ↑  “Jon Hamm and Anna Osceola Are Engaged After Two Years of Dating” (英語). Peoplemag. 2023年3月1日閲覧。
19. ↑  “エドガー・ライトが「ベイビー・ドライバー」語る映像公開、「音楽から生まれた映画」”.   映画ナタリー (2017年7月13日). 2025年3月10日閲覧。
20. ↑  “『ベイルート Beirut』感想（ネタバレ）”.   シネマンドレイク (2018年6月23日). 2025年3月10日閲覧。
21. ↑  “小1から30年鬼ごっこをやり続けた男たちを描く！ジェレミー・レナー出演作の初予告”.   シネマトゥデイ (2018年3月22日). 2025年3月10日閲覧。
22. ↑  “『トップガン』続編、エド・ハリスやジョン・ハムも出演!”.   シネマトゥデイ (2018年8月27日). 2018年8月27日閲覧。
23. ↑  “第31回テレビ批評家協会賞発表！プログラム・オブ・ザ・イヤーは「Empire　成功の代償」”.   シネマトゥデイ (2015年8月11日). 2015年8月12日閲覧。
24. ↑  山寺宏一より今週の一言 2015/09/24 10:03（アーカイブ）
25. ↑  “洋画専門チャンネル ザ・シネマ”. ザ・シネマ新録版. 2025年7月10日閲覧。